# Metrosideros oreomyrtus
Metrosideros oreomyrtus är en myrtenväxtart som beskrevs av Albert Ulrich Däniker. Metrosideros oreomyrtus ingår i släktet Metrosideros och familjen myrtenväxter.
Artens utbredningsområde är Nya Kaledonien. Inga underarter finns listade i Catalogue of Life.